# Leány gyöngy fülbevalóval (festmény)
A Leány gyöngy fülbevalóval (vagy Turbános nő – hollandul Het Meisje met de Parel) Jan Vermeer van Delft holland festő festménye. A kép 1665 körül készült, klasszikus egyszerűsége, utánozhatatlan színei, finom szerkesztése miatt Vermeer festészetének és egyben a holland festészet aranykorának egyik legegyszerűbbnek tűnő, legletisztultabb, legérettebb alkotásának tartják, a holland arcképfestés olyan csúcsának, amelyhez csak Rembrandt portréi hasonlíthatók. A kép jelenleg a hágai Mauritshuisban található. Sejtelmessége miatt az Észak Mona Lisájának is nevezik.

## A képről
A képet IVMeer néven szignózta és nem dátumozta. Nem tisztázott, hogy a kép megrendelésre készült-e, és amennyiben igen, akkor kinek a részére.
A legtöbb Vermeer-irodalom kiemeli, hogy ez a kép egyfajta portré, egy 17. századi holland stílusú kép, ún. tronie (holland arc). 1994-ben restaurálták. A restauráció során felfedezték, hogy a sötét háttér eredetileg egy erősen sötét tónusú zöld függöny lehetett, amely az idő múlásával vált szinte teljesen feketévé.
Victor de Stuers tanácsára, aki Vermeert próbálta támogatni, a képet eladták külföldre, majd 1881-ben egy hágai árverésen A.A. des Tombe vette meg összesen 2 guldenért és 30 centért. Akkoriban a kép nagyon rossz állapotban volt. Des Tombénak nem voltak örökösei, így a képet 1902-ben a hágai Mauritshuis Múzeumnak ajándékozta.
A festményt egy Vermeer kiállítás részeként 1965-ben és 1966-ban kiállították Washingtonban, a Nemzeti Művészeti Galériában.
2012 és 2014 között, a Mauritshuis renoválása és bővítése miatt számos helyen, például Japánban, Tokióban, Bolognában és az Egyesült Államokban is kiállították, majd 2014 júniusában visszakerült a Mauritshuisba, ahol kijelentették, hogy többet nem fogják elvinni onnan az ominózus festményt.
1937-ben egy hasonló című képet, a Mosolygó lányt, melyet Vermeer munkájának tartottak, Andrew W. Mellon gyűjtő a washingtoni National Gallery of Artnak adományozott. Erről széles körben úgy tartották, hogy hamisítvány.

## Kulturális hatása
Legelső említései versekben fedezhetőek fel. Yann Lovelock Vermeer lányának arca c. versében a vásznon látható, és a valós szépségről értekezett; W. S. Di Piero arról elmélkedett, hogyan jelenne meg Vermeer gyöngy fülbevalós lánya a Haigh Streeten, San Franciscóban; Marylin Chandler pedig a lány nyugodt, higgadt személyiségét gondolta tovább.
Marta Morazzoni Lány turbánnal (1986) című novelláskötetében öt rövid történetet olvashatunk. Vemeer festményét a kereskedő egy dánnak adja el, a novellák a kép sorsát hivatottak elképzelni és továbbgondolni. Tracy Chevalier 1999-es történelmi regénye a festmény elkészítésének körülményeit írja le, a könyvben Vermeer nagyon közel kerül a lányhoz, aki egyfajta asszisztensként dolgozik mellette, és végül, a festő feleségének fülbevalóit viselve ő ül modellt a képhez. A regény két film alapjául is szolgált, egy 2003-as, és egy 2008-as alkotás is ezt veszi alapul. A festmény a 2007-es St Trinian's c. filmben is szerepel, ahol egy csapat iskoláslány ellopja, hogy aztán az érte kapott pénzből megmentsék az iskolát.

## A festmény alapján készült egyéb művek

### Regény
Tracy Chevalier: Leány gyöngy fülbevalóval

### Film
A festményről készült film alapján a kép modellje egy Griet nevű fiatal lány volt, aki a történet kezdetén csempefestő apjának súlyos balesete miatt kénytelen szolgálónak állni Vermeer háztartásában, amelyet a festő anyósa vezet. A cselekmény szerint a lány azután vonja magára a festő figyelmét, miután az felfedezi, hogy a szolgáló másoknál nagyobb érdeklődést tanúsít a színek és fények harmóniája iránt. A kép elkészítését a filmben Vermeer mecénása rendeli meg, aki meg is akarja szerezni magának Grietet, de erőszakoskodása nem jár sikerrel. A lánynak nincs kifúrva a füle, de Vermeer szerint a kép kompozíciójához szükség van a gyöngy fülbevalóra is, amit egyébként felesége ékszerei közül választ ki. Kettejük között apránként olyan érzékeny lelki kapcsolat alakul ki, melynek hatására Griet rááll a festmény elkészítésére, beleértve fülének kifúratását is. Festő és modellje kapcsolata ennél jobban nem mélyedhet el, erről gondoskodik Vermeer 12 éves lánya; miután pedig az újból várandós feleség nemcsak arra jön rá, hogy férje őhelyette a szolgálót örökítette meg, de arra is, hogy mindezt ráadásul az ő fülbevalójával tette, dührohamot kap és elkergeti Grietet a háztól.

### Graffiti

Bristol, Hanover Place

Banksy 2014. október 20-án a festmény alapján készítette el a Dockside Studios hangstúdió külső falán a Girl with a Pierced Eardrum graffitijét a bristoli kikötőben, a Hanover téren.
A kép a tűzfalon úgy lett pozicionálva, hogy a lány fülében lévő gyöngy helyén egy már korábban a falra szerelt sárga riasztódoboz látszik.